# Fältmalört
Fältmalört (Artemisia campestris) är en flerårig ört i släktet malörter och familjen korgblommiga växter. Den beskrevs först av Carl von Linné.

## Beskrivning
Fältmalört är en flerårig ört med rödbruna, kala och förgrenade stjälkar, antingen nedliggande eller uppstående, omkring 20–40 centimeter höga. Den har djupt parflikiga blad med tunna flikar. Blomkorgarna är små och föga iögonfallande, med bruna blommor. Blomningen sker under sommaren och hösten.

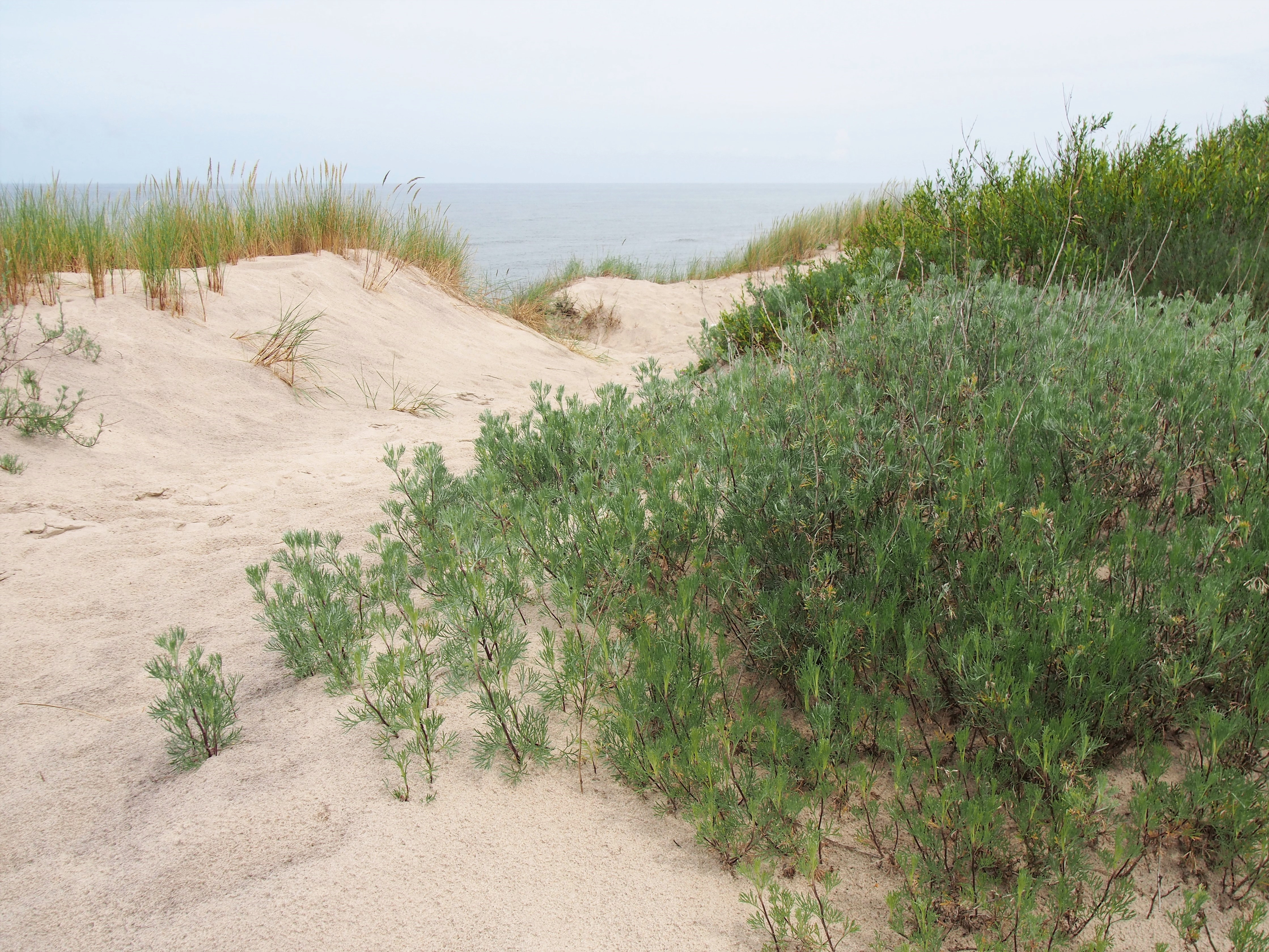
Fältmalört vid polska Östersjökusten.
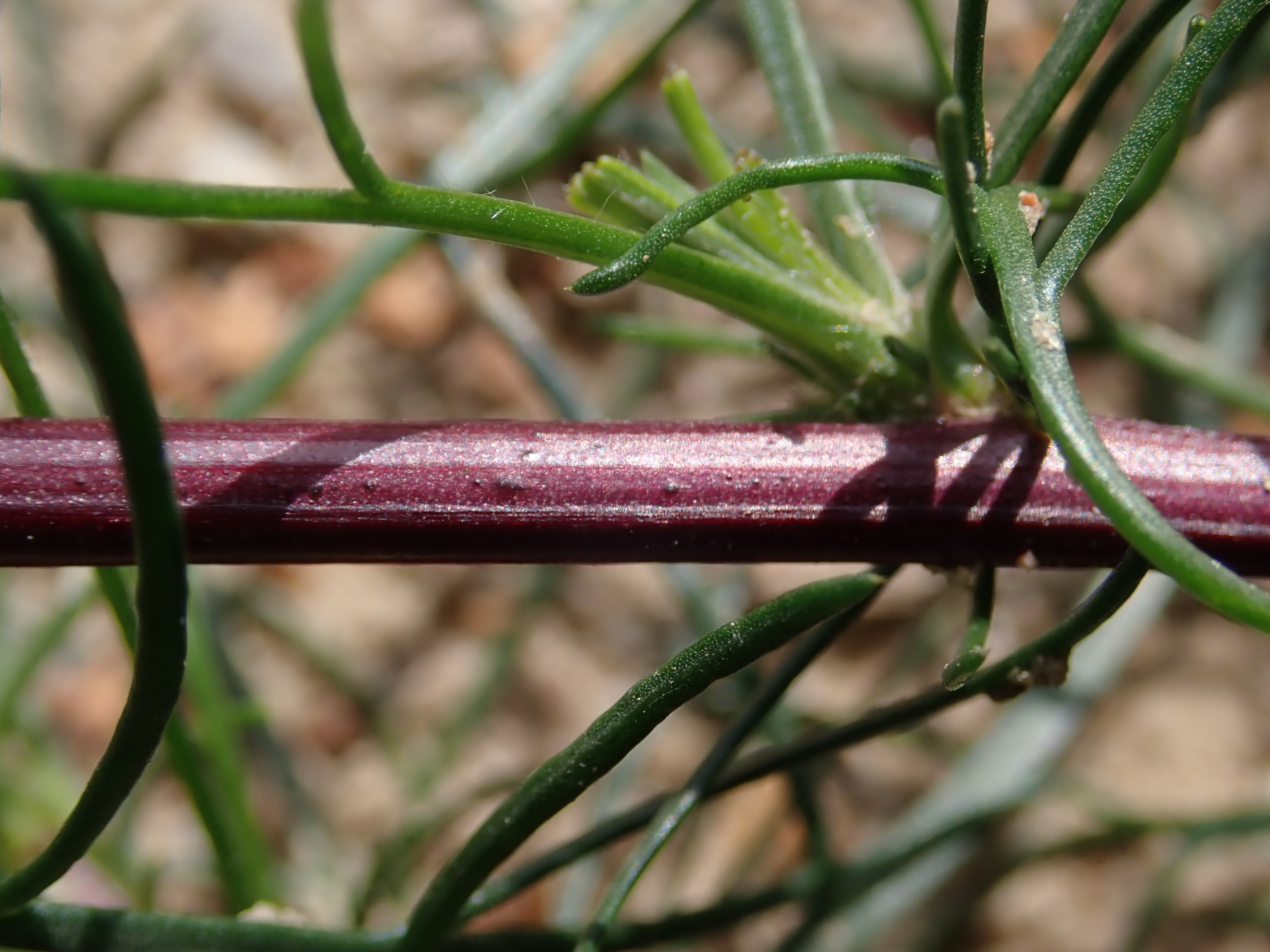
Detalj av stjälk och blad, Västpommern, Polen.

## Utbredning
Fältmalörten återfinns på stora delar av norra halvklotet, från Nordamerika till Europa, Nordafrika och Asien. I Sverige är den allmän på Öland och Gotland och återfinns annars framför allt i Götalands och Svealands kalkrika slättbygder, men det finns enstaka lokaler även längre norrut längs kusten.

## Habitat
Fältmalörten är kalkgynnad och förekommer på torra, sandiga och grusiga platser, såsom örtrika torrängar. Den är värmeälskande och växer gärna på platser där övrig vegetation är svagt utvecklad, som i bar sand eller i klippskrevor på sydsidan av berg, samt i vägkanter och på banvallar.

## Underarter
Fältmalört har 13 nu gällande underarter. Av dessa förekommer nominatformen samt A. campestris subsp. bottnica (bottnisk malört) i Sverige.
- Artemisia campestris subsp. alpina (DC.) Arcang.
- Artemisia campestris subsp. borealis (Pall.) H.M.Hall & Clem.
- Artemisia campestris subsp. bottnica Lundstr. ex Kindb.
- Artemisia campestris subsp. campestris
- Artemisia campestris subsp. canadensis (Michx.) Scoggan
- Artemisia campestris subsp. caudata (Michx.) H.M.Hall & Clem.
- Artemisia campestris subsp. cinerea Le Houér.
- Artemisia campestris subsp. glutinosa (Gay ex Bess.) Batt.
- Artemisia campestris subsp. lednicensis (Spreng.) Greuter & Raab-Straube
- Artemisia campestris subsp. lempergii Sennen
- Artemisia campestris subsp. maritima (DC.) Arcang.
- Artemisia campestris subsp. pacifica H.M.Hall & Clem.
- Artemisia campestris subsp. variabilis (Ten.) Greuter

## Namn
Släktet Artemisia har fått sitt namn efter Artemis, som bland annat var barnbördens gudinna i den grekiska mytologin, på grund av att många arter inom detta släkte i folkmedicinen har använts för behandling av kvinnosjukdomar. Artepitetet campestris betyder 'som växer på fält'; av latinets campus = fält. Det synonyma artepitetet borealis kommer av latinets boreus, som betyder 'nordlig'.

### Svenska trivialnamn
- Bottenhavsmalört
- Bottenviksmalört
- Fältbynke
- Sandbunke (Skåne)[5]